# Gioconda Belli
Gioconda Belli (Manágua, 9 de dezembro de 1948) é uma poetisa e romancista nicaraguense.

## Biografia
Seu pai, Humberto Belli, era um empresário, e sua mãe, Gloria Pereira, a fundadora do Teatro Experimental de Manágua. Gioconda frequentou a escola primária no Colégio da Assunção em Manágua e a secundária no Real Colégio de Santa Isabel em Madrid, Espanha, em 1965. Após obter um diploma em Publicidade e Jornalismo em Filadélfia, Estados Unidos, regressou a Manágua.
Ela foi a primeira executiva de contas de publicidade do país, trabalhando na Alpha Omega Advertising Company. Belli estudou administração de publicidade no INCAE, a nova escola de administração de empresas da Universidade Harvard, com campi em toda a América Central, e posteriormente cursou literatura e filosofia na Universidade de Georgetown, em Washington, D.C.
Em 1967 contraiu matrimónio. A sua primeira filha, Maryam, nasceu em 1969, seguida de Melissa (1973). Do seu segundo casamento, nasceu Camilo (1978). Casou-se pela terceira vez em 1987 com Charles Castaldi com quem teve uma filha, Adriana (1993). Desde 1990, Gioconda alterna o seu tempo entre os Estados Unidos e Nicarágua. Em 2013, ele se estabeleceu definitivamente na Nicarágua, até ser impedida de voltar ao país em julho de 2021 pelo governo de Daniel Ortega; se estabeleceu na Espanha desde fevereiro de 2022.

## Militância política
Opôs-se à ditadura do general Anastasio Somoza Debayle. Desde 1970, ano em que começou a escrever os seus poemas, e como muitos intelectuais de sua geração, integrou as filas da Frente Sandinista de Libertação Nacional (FSLN), nesse momento uma organização clandestina e perseguida cujo objetivo era o derrube do regime somocista.
Foi perseguida e exilou-se no México e na Costa Rica, onde trabalhou na propaganda e divulgação da luta pela libertação de seu país, sendo membro da Comissão Político-Diplomática da FSLN. Também durante o exílio, ela se separou e casou novamente. Em 1976, ela assumiu o cargo de diretora de criação na Garnier Advertising em San José, Costa Rica, onde trabalharia até 1978.
Retornou com o triunfo da Revolução Nicaraguense a 19 de julho de 1979 e ocupou vários cargos dentro do governo sandinista. Em 1979, foi nomeada diretora de comunicações e relações públicas do novo Ministério de Planejamento Econômico. Ela ocupou o cargo até 1982, quando se tornou assessora de imprensa internacional do grupo. Em 1983, ingressou na União dos Escritores da Nicarágua como secretária de Relações Exteriores, cargo que ocupou até 1988. Entre 1983-84, Belli também atuou como secretária executiva e porta-voz da FSLN. Foi nomeada diretora-gerente do Sistema Nacional de Publicidade em 1984, mas o cargo acabou se revelando muito demorado, e ela renunciou em 1986 para se dedicar à escrita em tempo integral.
Quando ela quis se casar com o americano Charles Castaldi, produtor da National Public Radio, que conhecera em uma viagem anterior a Washington, D.C., o governo sandinista desaprovou veementemente o relacionamento, visto que Washington, na época, apoiava os Contras. No entanto, Belli se rebelou um pouco contra seus antigos aliados, tendo se desiludido com a dupla moral que percebia e com as "políticas inescrupulosas" dos irmãos Ortega.
Em 1994, em desacordo com a liderança da FSLN, ela deixou o partido sandinista e perdeu o cargo.
Em 2018, Belli se posicionou contra o governo de Daniel Ortega, que havia vencido as eleições de 2016, e se tornou um membro ativo do Movimento Renovador Sandinista (MRS). Ela vive exilada em Madri.
Em fevereiro de 2023, ela foi privada de sua nacionalidade nicaraguense por decisão judicial. Este também é o caso de outros 93 opositores do regime Ortega-Murillo. No dia 23 do mesmo mês, Belli aceitou a oferta do presidente chileno Gabriel Boric para se tornar cidadã chilena, após ter sido destituída de sua nacionalidade nicaraguense.
Em janeiro de 2024, foi-lhe concedida a nacionalidade espanhola por carta de naturalização do governo espanhol.

## Vida literária

### Época 1970–1979
Os seus poemas apareceram pela primeira vez no semanário cultural A Imprensa Literária do diário A Imprensa do seu país. A sua poesia, considerada revolucionária pela sua maneira de abordar o corpo e a sensualidade feminina, causou grande revolta. O seu livro "Sobre a grama" valeu-lhe em 1972, o prêmio de poesia mais prestigioso do país nesses anos, o Mariano Fiallos Gil da Universidade Nacional Autónoma de Nicarágua (UNAM). Em 1978 junto a Claribel Alegria, obteve o prestigioso Prêmio Casa das Américas no género poesia pelo seu livro "Linha de Fogo", obra que escreveu enquanto se encontrava vivendo exilada no México por causa do seu activismo revolucionário e que reflecte o seu sentimento sobre a situação política de Nicarágua. Nessa ocasião é convidada, também, a participar como júri, com o qual viaja a Cuba para ser leitora dos livros nomeados junto a Julio Cortázar.

### Época 1980–1990
Belli deixou todos os cargos oficiais em 1986 para se dedicar a escrever sua primeira novela. Serviu como directiva da União de Escritores e foi uma das fundadoras do suplemento literário Ventana do diário Barricada.
Entre 1982 e 1987, publicou três livros de poesia: "Trovões e Arco Íris", "Amor Insurrecto" e "Da costilla de Eva". Estes livros ou selecções dos mesmos publicaram-se no México, Espanha, Alemanha, Bélgica, Inglaterra, Itália e Estados Unidos de América. Em 1987 publicou "A Oficina das Borboletas", um conto para meninos que se editou também nos idiomas alemão, holandês e italiano. Com esta obra obteve o Prêmio Luchs (Luta) do Semanário alemão Die Zeit em 1992.
Em 1988, Belli publicou sua primeira novela "A Mulher Habitada", que foi muito aclamada pela crítica e atingiu em Europa e América Latina, grandes tiragens e numerosas edições. Na Alemanha –onde a tiragem chegou a um milhão de exemplares e atinge mais de vinte edições - a novela obteve o Prêmio dos Bibliotecários, Editores e Livreiros de Alemanha para a Novela Política do Ano (1989). Nesse ano a autora recebeu também o Prêmio Anna Seghers. Desde sua publicação, a novela tem sido traduzida em onze idiomas e tem tido grande sucesso editorial em Espanha e Itália. Nos Estados Unidos, Warner Books publicou-a com o título "The Inhabited Woman".

### Época 1990 à actualidade

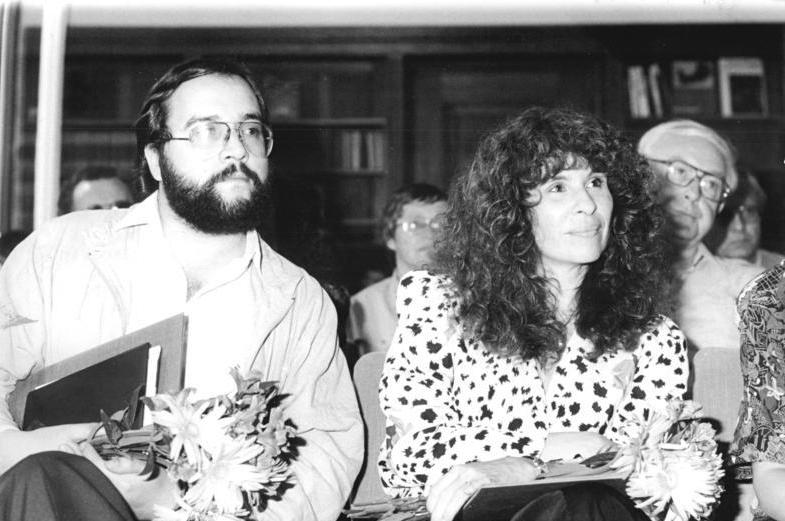
Gioconda Belli junto ao escritor chileno Ramón Díaz Eterovic, em 1989.

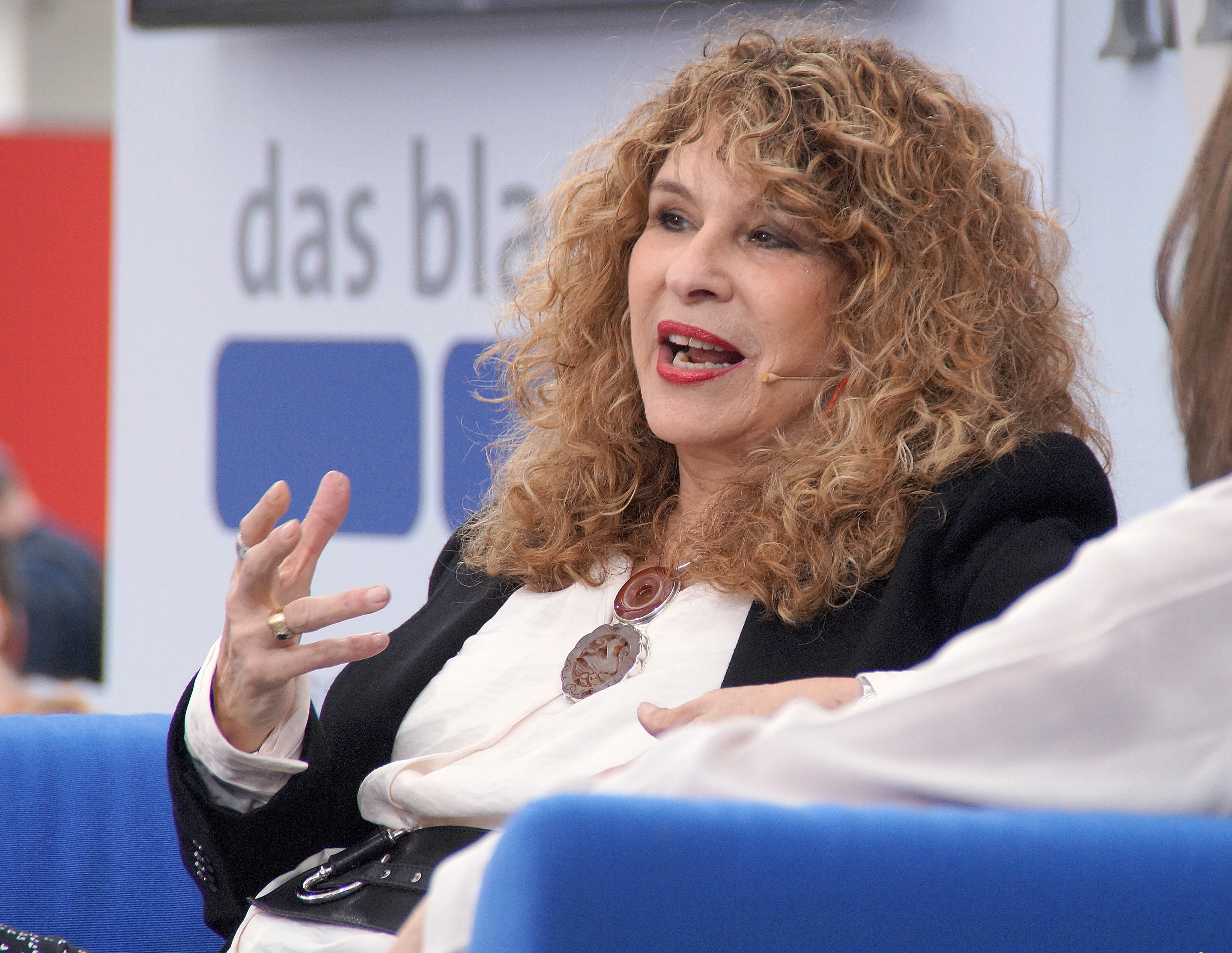
Gioconda Belli, Feira do livro de Leipzig 2016

Em 1990, publicou a segunda novela, "Sofía dos Presságios", em 1996, "Waslala", ambas traduzidas a vários idiomas. Em janeiro de 2001 apareceu em Praça Janés, seu livro "O País baixo minha pele", um depoimento-memória dos seus anos no sandinismo, que foi publicado, simultaneamente, em alemão, holandês e italiano. Publicou nos Estados Unidos no outono do 2002 sob o selo editorial da Knopf e em Inglaterra pela Editorial Bloomsbury de Londres. Há uma edição em inglês de 2002 titulada The country under my skin: A Memory of Love and War.
Sua novela "O pergamino da sedução" mereceu-lhe em 2005 o Prêmio Pluma de Prata na Feira do Livro de Bilbao, Espanha.
Em 2006 com seu poemário "Fogo sou apartado e espada posta longe" ganhou o Prêmio Internacional de Poesia Cidade de Melilla em sua XXVIII edição.
A cantora catalã Carme Canela grava um disco com alguns de seus poemas de maturidade em chave de jazz que se edita na primavera de 2008, de título "Carme Canela canta Gioconda Belli. Singelos Desejos".
Em fevereiro do 2008 publicou sua novela "O infinito na palma da mão", a qual foi merecedora do Premeio Biblioteca Breve de Novela 2008 da editorial espanhola Seix Barral e o Prêmio Sor Juana Inés da Cruz da Feira Internacional do Livro de Guadalajara.
"O país das Mulheres" (2010) fala de um país governado por mulheres. O livro foi titulado originalmente com o nome de "Crónicas da Esquerda Erótica", baseado no Partido da Esquerda Erótica que, na novela, é o que fundam um grupo de mulheres na fictícia Faguas e com o qual chegam ao poder. O nome Partido da Esquerda Erótica utilizou-se em Nicarágua nos anos 80 por um grupo de mulheres entre as que estava Belli. Chamavam-no o PÉ, e foi baptizado assim usando o termo criado no poemário da poeta guatemalteca Ana María Rodas: Poemas da Esquerda Erótica, razão pela qual teve que mudar o nome. Sua novela O intenso calor da lua foi lançada em agosto em Latinoamérica, e em setembro de 2014 em Espanha.
Em 2018, foi publicado seu romance Las fiebres de la memoria, que foi um dos cinco finalistas do Prêmio Bienal de Novela Mario Vargas Llosa.

## Obras publicadas
- Sobre la grama (1972) - Poesía
- Línea de fuego (1978) - Poesía
- Truenos y arco iris (1982) - Poesía
- Amor insurrecto (1984) - Poesía (Antología)
- De la costilla de Eva (1986) - Poesía
- La mujer habitada (1988) - Novela
- Poesía reunida (1989) - Poesía
- Sofía de los presagios (1990) - Novela
- El ojo de la mujer (1991) - Poesía (Antología)
- Sortilegio contra el frío (1992)
- El taller de las mariposas (1994) - Cuento infantil
- Waslala (1996) - Novela
- Apogeo (1997) - Poesía
- El país bajo mi piel, memorias de amor y de guerra (2001) - Autobiografía
- El pergamino de la seducción (2005) - Novela
- Fuego soy apartado y espada puesta lejos (2006) - Poesía
- El infinito en la palma de la mano (2008) - Novela
- El país de las mujeres (2010) - Novela
- En la avanzada juventud (2013) - Poesía
- El intenso calor de la luna (2014) - Novela

## Prémios e reconhecimentos
- Sobre a Grama - Prêmio Mariano Fiallos Gil de Poesia da Universidade Nacional Autónoma de Nicarágua, 1972[25]
- Linha de Fogo - Prêmio Casa de las Américas de Poesia, 1978[26]
- A Mulher Habitada - Prêmio Novela Política do Ano dos Livreiros, Bibliotecários e Editores de Alemanha (Fundação Friedrich Ebert), 1989[17]
- A Mulher Habitada - Prêmio Anna Seghers, Academia Alemã de Artes, 1989[27]
- A Oficina das Borboletas - conto infantil Prêmio Luchs (Luta) do Semanário Die Zeit, 1992[17]
- Minha íntima multidão - Prêmio de Poesia Geração de 27, 2002[28]
- O País baixo minha pele - Finalista Los Angeles Times Book Prize, 2003
- O pergaminho da sedução - Prêmio Pluma de Prata, 2005 (Feira do Livro de Bilbao)
- Fogo sou apartado e espada posta longe - Prêmio Internacional de Poesia Cidade de Melilla, XXVIII Edição 2006
- O infinito na palma da mão - Prêmio Biblioteca Breve de Novela, 2008[27]
- O infinito na palma da mão - Prêmio Sor Juana Inés de la Cruz, 2008 (Feira Internacional do Livro de Guadalajara)[27]
- O País das Mulheres - Prêmio Hispanoamericano de Novela La Otra Orilla, VI Edição 2010[29]
- Ordem das Artes e as Letras no grau de Cavaleiro pelo Ministério de Cultura da França, 2013[30]
- Prêmio ao Mérito Literário Internacional Andrés Sabella, Antofagasta, 2014[31]
- Prêmio de belas artes, França (2014)
- Medalha de Reconhecimento do Teatro Nacional Rubén Darío por 25 anos de labor cultural[17]
- Prêmio Eñe 2018 concedido pelo Festival Eñe em reconhecimento ao seu trabalho, carreira e compromisso cívico[32]
- Finalista do Prêmio Bienal de Novela Mario Vargas Llosa por seu romance A Febre da Memória, 2018[33]
- Prêmio Hermann Kesten do PEN alemão por seu trabalho em apoio à liberdade de imprensa e em defesa dos direitos humanos e das mulheres, 2018[34]
- Membro da Academia Nicaraguense da Língua, 2019[35]
- El pez rojo que nada en el pecho - XXX Prêmio de Poesia Jaime Gil de Biedma, Segóvia, 2020[36]
- XXXII Prêmio Rainha Sofia de Poesia Ibero-americana, concedido pelo Patrimônio Nacional Espanhol e pela Universidade de Salamanca, 2023[37]
- Prêmio Internacional Pedro Henríquez Ureña, concedido pelo Ministério da Cultura da República Dominicana (2023), compartilhado com Sergio Ramírez[38]
- Doutorado honorário da Universidade de Edimburgo, 2024[39]
- Membro de PEN Clube Internacional e sua presidente na Nicarágua[35]